# Ярема Ростислав Тарасович
Ярема Ростислав Тарасович (нар. 6 вересня 1962, с. Воля-Висоцька Нестерівського району Львівської обл.) — кандидат в народні депутати Верховної Ради України VII скликання, екс-голова Кам'янець-Подільської РДА, депутат Кам'янець-Подільської міської ради, лідер демократичної сили Кам'янеччини. Засновник освітніх закладів — «Перші Київські курси іноземних мов» та «Європейська школа програмістів».

## Біографія
Народився 6 вересня 1962 року в селі Воля Висоцька Нестерівського району Львівської області. Громадянин України. Позапартійний. Освіта вища.

## Політична кар'єра
- 1978–1982 рр. — навчання в Кам'янець-Подільському будівельному технікумі, де отримав кваліфікацію технолога-будівельника.
- 1984–1990 рр. — навчання у Вінницькому політехнічному інституті за спеціальністю «Промислове і цивільне будівництво», де отримав кваліфікацію інженера-будівельника.
- 2003–2007 рр. — навчання в Харківському національному економічному університеті (спеціаліст з фінансів).
- У 2011 році закінчив Національну академію державного управління при Президентові України на факультеті суспільно-політичного розвитку (магістр).
- Трудову діяльність розпочав у 1980 році будівельником-монтажником в тресті «Кам'янець-Подільськпромбуд».
- 1982–1984 рр. — проходив службу в лавах Радянської армії.
- 1984–1985 рр. — працював інженером-технологом на заводі ЖБІК.
- 1985–1989 рр. — працював майстром, виконробом Військової частини 01393.
- 1990–1995 рр. — директор ДМП «Професіонал».
- 1995–2008 рр. — директор приватного підприємства «Професіонал — 95».
- 2002–2008 рр., за сумісництвом, генеральний директор приватного підприємства «Перші Київські курси іноземних мов».
- 2008–2009 рр. — тимчасовий виконувач обов'язків голови Кам'янець-Подільської районної державної адміністрації.
- 2009–2010 рр. — голова районної держадміністрації.
- З квітня 2010 року — генеральний директор приватного підприємства «Професіонал-95».

Депутат Кам'янець-Подільської міської ради п'ятьох скликань.
Одружений. Виховує п'ятеро дітей.
Проживає у місті Кам'янець-Подільський.

## Нагороди
- Лицар Орден Святого Григорія Великого (2010)[1].